# Protanguilla palau
Famille
Genre
Espèce
Protanguilla palau est une espèce d'anguille de l'ordre des Anguilliformes, seule représentante de son genre Protanguilla et de sa famille Protanguillidae. Découverte fin 2010 par des chercheurs japonais, des spécimens ont été observés dans une grotte sous-marine des récifs des Palaos (îles Carolines, océan Pacifique).
Considérée comme un fossile vivant des premières anguilles apparues à l'époque des dinosaures, elle présente des caractères primitifs semblables à ceux de fossiles d'anguilles ayant existé il y a 200 millions d'années : grande tête, corps court, rayures sur les nageoires caudales.

## Systématique
L'espèce Protanguilla palau a été décrite en 2011 par G. David Johnson (d), Hitoshi Ida (d) & Jiro Sakaue.

## Étymologie
Le nom du genre Protanguilla dérive du grec ancien πρῶτος, protos, « premier », et anguilla, « anguille », et ce en référence à la précoce divergence de ce genre au sein des Anguilliformes.
Le nom spécifique, palau, fait référence aux Palaos (Palau en anglais) où ont été collectés les spécimens de la série type.

## Publication originale
- (en) G. David Johnson, Hitoshi Ida, Jiro Sakaue, Tetsuya Sado, Takashi Asahida et Masaki Miya, « A 'living fossil' eel (Anguilliformes: Protanguillidae, fam. nov.) from an undersea cave in Palau », Proceedings of the Royal Society B, Royal Society, vol. 279, no 1730,‎ 7 mars 2012, p. 934-943 (ISSN 0962-8452 et 1471-2954, PMID 21849321, PMCID 3259923, DOI 10.1098/RSPB.2011.1289, lire en ligne).